# Pedro Damiano

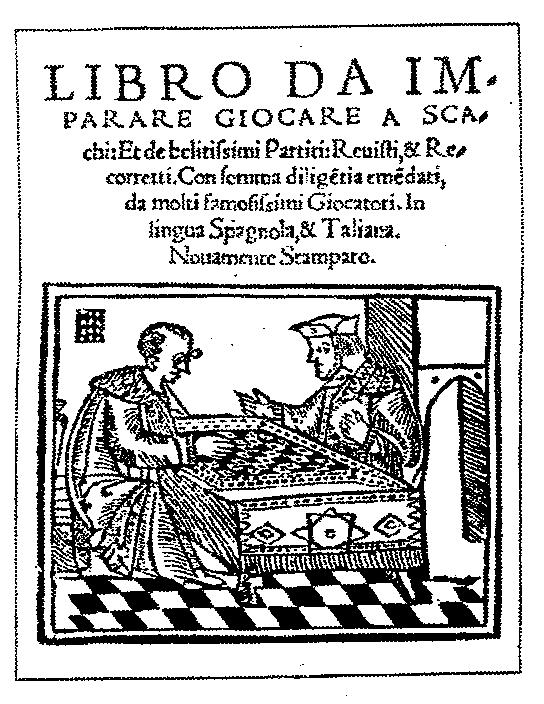
Il frontespizio del testo di Damiano: Libro da imparare giocare a scachi et de li bellissimi partiti

Pedro Damiano (in portoghese: Pedro Damião; Odemira, 1480 – 1544) è stato uno scacchista portoghese.

## Biografia
Nato in Portogallo da una famiglia di origini ebraiche, fu un farmacista di professione. In seguito al decreto di espulsione degli ebrei dal suo paese emanato nel dicembre del 1496 dal sovrano Manuele I fuggì in Italia e qui cambiò il suo nome nella versione italiana con cui è noto in tutto il mondo.

## IlLibro da imparare giocare a scachi et de li bellissimi partiti
In Italia Damiano scrisse il suo celeberrimo manuale Libro da imparare giocare a scachi et de li bellissimi partiti, che fu edito a Roma, in italiano, nel 1512. Il testo conobbe otto edizioni nel XVI secolo. Dedicò il libro a un gentiluomo esperto nell'arte militare, l'eccellentissimo signor Giovanni Giorgio Cesarino Romano.

### Il testo
Damiano descrive le regole del gioco, all'epoca già simili, ma non identiche, a quelle attuali (mancavano ad esempio arrocco e presa en passant), offre consigli sulla strategia, presenta una selezione di problemi di scacchi (i "partiti" citati nel titolo) tuttora molto famosi (vedi diagrammi) ed analizza alcune aperture. La maggior parte di questi problemi erano però già stati pubblicati da Lucena.
|   | a | b | c | d | e | f | g | h |   |
| 8 | a8 re del nero · b8 torre del nero · h8 torre del nero · a7 pedone del nero · e4 donna del nero · b2 torre del bianco · f2 donna del bianco · a1 re del bianco · b1 torre del bianco | a8 re del nero · b8 torre del nero · h8 torre del nero · a7 pedone del nero · e4 donna del nero · b2 torre del bianco · f2 donna del bianco · a1 re del bianco · b1 torre del bianco | a8 re del nero · b8 torre del nero · h8 torre del nero · a7 pedone del nero · e4 donna del nero · b2 torre del bianco · f2 donna del bianco · a1 re del bianco · b1 torre del bianco | a8 re del nero · b8 torre del nero · h8 torre del nero · a7 pedone del nero · e4 donna del nero · b2 torre del bianco · f2 donna del bianco · a1 re del bianco · b1 torre del bianco | a8 re del nero · b8 torre del nero · h8 torre del nero · a7 pedone del nero · e4 donna del nero · b2 torre del bianco · f2 donna del bianco · a1 re del bianco · b1 torre del bianco | a8 re del nero · b8 torre del nero · h8 torre del nero · a7 pedone del nero · e4 donna del nero · b2 torre del bianco · f2 donna del bianco · a1 re del bianco · b1 torre del bianco | a8 re del nero · b8 torre del nero · h8 torre del nero · a7 pedone del nero · e4 donna del nero · b2 torre del bianco · f2 donna del bianco · a1 re del bianco · b1 torre del bianco | a8 re del nero · b8 torre del nero · h8 torre del nero · a7 pedone del nero · e4 donna del nero · b2 torre del bianco · f2 donna del bianco · a1 re del bianco · b1 torre del bianco | 8 |
| 7 | a8 re del nero · b8 torre del nero · h8 torre del nero · a7 pedone del nero · e4 donna del nero · b2 torre del bianco · f2 donna del bianco · a1 re del bianco · b1 torre del bianco | a8 re del nero · b8 torre del nero · h8 torre del nero · a7 pedone del nero · e4 donna del nero · b2 torre del bianco · f2 donna del bianco · a1 re del bianco · b1 torre del bianco | a8 re del nero · b8 torre del nero · h8 torre del nero · a7 pedone del nero · e4 donna del nero · b2 torre del bianco · f2 donna del bianco · a1 re del bianco · b1 torre del bianco | a8 re del nero · b8 torre del nero · h8 torre del nero · a7 pedone del nero · e4 donna del nero · b2 torre del bianco · f2 donna del bianco · a1 re del bianco · b1 torre del bianco | a8 re del nero · b8 torre del nero · h8 torre del nero · a7 pedone del nero · e4 donna del nero · b2 torre del bianco · f2 donna del bianco · a1 re del bianco · b1 torre del bianco | a8 re del nero · b8 torre del nero · h8 torre del nero · a7 pedone del nero · e4 donna del nero · b2 torre del bianco · f2 donna del bianco · a1 re del bianco · b1 torre del bianco | a8 re del nero · b8 torre del nero · h8 torre del nero · a7 pedone del nero · e4 donna del nero · b2 torre del bianco · f2 donna del bianco · a1 re del bianco · b1 torre del bianco | a8 re del nero · b8 torre del nero · h8 torre del nero · a7 pedone del nero · e4 donna del nero · b2 torre del bianco · f2 donna del bianco · a1 re del bianco · b1 torre del bianco | 7 |
| 6 | a8 re del nero · b8 torre del nero · h8 torre del nero · a7 pedone del nero · e4 donna del nero · b2 torre del bianco · f2 donna del bianco · a1 re del bianco · b1 torre del bianco | a8 re del nero · b8 torre del nero · h8 torre del nero · a7 pedone del nero · e4 donna del nero · b2 torre del bianco · f2 donna del bianco · a1 re del bianco · b1 torre del bianco | a8 re del nero · b8 torre del nero · h8 torre del nero · a7 pedone del nero · e4 donna del nero · b2 torre del bianco · f2 donna del bianco · a1 re del bianco · b1 torre del bianco | a8 re del nero · b8 torre del nero · h8 torre del nero · a7 pedone del nero · e4 donna del nero · b2 torre del bianco · f2 donna del bianco · a1 re del bianco · b1 torre del bianco | a8 re del nero · b8 torre del nero · h8 torre del nero · a7 pedone del nero · e4 donna del nero · b2 torre del bianco · f2 donna del bianco · a1 re del bianco · b1 torre del bianco | a8 re del nero · b8 torre del nero · h8 torre del nero · a7 pedone del nero · e4 donna del nero · b2 torre del bianco · f2 donna del bianco · a1 re del bianco · b1 torre del bianco | a8 re del nero · b8 torre del nero · h8 torre del nero · a7 pedone del nero · e4 donna del nero · b2 torre del bianco · f2 donna del bianco · a1 re del bianco · b1 torre del bianco | a8 re del nero · b8 torre del nero · h8 torre del nero · a7 pedone del nero · e4 donna del nero · b2 torre del bianco · f2 donna del bianco · a1 re del bianco · b1 torre del bianco | 6 |
| 5 | a8 re del nero · b8 torre del nero · h8 torre del nero · a7 pedone del nero · e4 donna del nero · b2 torre del bianco · f2 donna del bianco · a1 re del bianco · b1 torre del bianco | a8 re del nero · b8 torre del nero · h8 torre del nero · a7 pedone del nero · e4 donna del nero · b2 torre del bianco · f2 donna del bianco · a1 re del bianco · b1 torre del bianco | a8 re del nero · b8 torre del nero · h8 torre del nero · a7 pedone del nero · e4 donna del nero · b2 torre del bianco · f2 donna del bianco · a1 re del bianco · b1 torre del bianco | a8 re del nero · b8 torre del nero · h8 torre del nero · a7 pedone del nero · e4 donna del nero · b2 torre del bianco · f2 donna del bianco · a1 re del bianco · b1 torre del bianco | a8 re del nero · b8 torre del nero · h8 torre del nero · a7 pedone del nero · e4 donna del nero · b2 torre del bianco · f2 donna del bianco · a1 re del bianco · b1 torre del bianco | a8 re del nero · b8 torre del nero · h8 torre del nero · a7 pedone del nero · e4 donna del nero · b2 torre del bianco · f2 donna del bianco · a1 re del bianco · b1 torre del bianco | a8 re del nero · b8 torre del nero · h8 torre del nero · a7 pedone del nero · e4 donna del nero · b2 torre del bianco · f2 donna del bianco · a1 re del bianco · b1 torre del bianco | a8 re del nero · b8 torre del nero · h8 torre del nero · a7 pedone del nero · e4 donna del nero · b2 torre del bianco · f2 donna del bianco · a1 re del bianco · b1 torre del bianco | 5 |
| 4 | a8 re del nero · b8 torre del nero · h8 torre del nero · a7 pedone del nero · e4 donna del nero · b2 torre del bianco · f2 donna del bianco · a1 re del bianco · b1 torre del bianco | a8 re del nero · b8 torre del nero · h8 torre del nero · a7 pedone del nero · e4 donna del nero · b2 torre del bianco · f2 donna del bianco · a1 re del bianco · b1 torre del bianco | a8 re del nero · b8 torre del nero · h8 torre del nero · a7 pedone del nero · e4 donna del nero · b2 torre del bianco · f2 donna del bianco · a1 re del bianco · b1 torre del bianco | a8 re del nero · b8 torre del nero · h8 torre del nero · a7 pedone del nero · e4 donna del nero · b2 torre del bianco · f2 donna del bianco · a1 re del bianco · b1 torre del bianco | a8 re del nero · b8 torre del nero · h8 torre del nero · a7 pedone del nero · e4 donna del nero · b2 torre del bianco · f2 donna del bianco · a1 re del bianco · b1 torre del bianco | a8 re del nero · b8 torre del nero · h8 torre del nero · a7 pedone del nero · e4 donna del nero · b2 torre del bianco · f2 donna del bianco · a1 re del bianco · b1 torre del bianco | a8 re del nero · b8 torre del nero · h8 torre del nero · a7 pedone del nero · e4 donna del nero · b2 torre del bianco · f2 donna del bianco · a1 re del bianco · b1 torre del bianco | a8 re del nero · b8 torre del nero · h8 torre del nero · a7 pedone del nero · e4 donna del nero · b2 torre del bianco · f2 donna del bianco · a1 re del bianco · b1 torre del bianco | 4 |
| 3 | a8 re del nero · b8 torre del nero · h8 torre del nero · a7 pedone del nero · e4 donna del nero · b2 torre del bianco · f2 donna del bianco · a1 re del bianco · b1 torre del bianco | a8 re del nero · b8 torre del nero · h8 torre del nero · a7 pedone del nero · e4 donna del nero · b2 torre del bianco · f2 donna del bianco · a1 re del bianco · b1 torre del bianco | a8 re del nero · b8 torre del nero · h8 torre del nero · a7 pedone del nero · e4 donna del nero · b2 torre del bianco · f2 donna del bianco · a1 re del bianco · b1 torre del bianco | a8 re del nero · b8 torre del nero · h8 torre del nero · a7 pedone del nero · e4 donna del nero · b2 torre del bianco · f2 donna del bianco · a1 re del bianco · b1 torre del bianco | a8 re del nero · b8 torre del nero · h8 torre del nero · a7 pedone del nero · e4 donna del nero · b2 torre del bianco · f2 donna del bianco · a1 re del bianco · b1 torre del bianco | a8 re del nero · b8 torre del nero · h8 torre del nero · a7 pedone del nero · e4 donna del nero · b2 torre del bianco · f2 donna del bianco · a1 re del bianco · b1 torre del bianco | a8 re del nero · b8 torre del nero · h8 torre del nero · a7 pedone del nero · e4 donna del nero · b2 torre del bianco · f2 donna del bianco · a1 re del bianco · b1 torre del bianco | a8 re del nero · b8 torre del nero · h8 torre del nero · a7 pedone del nero · e4 donna del nero · b2 torre del bianco · f2 donna del bianco · a1 re del bianco · b1 torre del bianco | 3 |
| 2 | a8 re del nero · b8 torre del nero · h8 torre del nero · a7 pedone del nero · e4 donna del nero · b2 torre del bianco · f2 donna del bianco · a1 re del bianco · b1 torre del bianco | a8 re del nero · b8 torre del nero · h8 torre del nero · a7 pedone del nero · e4 donna del nero · b2 torre del bianco · f2 donna del bianco · a1 re del bianco · b1 torre del bianco | a8 re del nero · b8 torre del nero · h8 torre del nero · a7 pedone del nero · e4 donna del nero · b2 torre del bianco · f2 donna del bianco · a1 re del bianco · b1 torre del bianco | a8 re del nero · b8 torre del nero · h8 torre del nero · a7 pedone del nero · e4 donna del nero · b2 torre del bianco · f2 donna del bianco · a1 re del bianco · b1 torre del bianco | a8 re del nero · b8 torre del nero · h8 torre del nero · a7 pedone del nero · e4 donna del nero · b2 torre del bianco · f2 donna del bianco · a1 re del bianco · b1 torre del bianco | a8 re del nero · b8 torre del nero · h8 torre del nero · a7 pedone del nero · e4 donna del nero · b2 torre del bianco · f2 donna del bianco · a1 re del bianco · b1 torre del bianco | a8 re del nero · b8 torre del nero · h8 torre del nero · a7 pedone del nero · e4 donna del nero · b2 torre del bianco · f2 donna del bianco · a1 re del bianco · b1 torre del bianco | a8 re del nero · b8 torre del nero · h8 torre del nero · a7 pedone del nero · e4 donna del nero · b2 torre del bianco · f2 donna del bianco · a1 re del bianco · b1 torre del bianco | 2 |
| 1 | a8 re del nero · b8 torre del nero · h8 torre del nero · a7 pedone del nero · e4 donna del nero · b2 torre del bianco · f2 donna del bianco · a1 re del bianco · b1 torre del bianco | a8 re del nero · b8 torre del nero · h8 torre del nero · a7 pedone del nero · e4 donna del nero · b2 torre del bianco · f2 donna del bianco · a1 re del bianco · b1 torre del bianco | a8 re del nero · b8 torre del nero · h8 torre del nero · a7 pedone del nero · e4 donna del nero · b2 torre del bianco · f2 donna del bianco · a1 re del bianco · b1 torre del bianco | a8 re del nero · b8 torre del nero · h8 torre del nero · a7 pedone del nero · e4 donna del nero · b2 torre del bianco · f2 donna del bianco · a1 re del bianco · b1 torre del bianco | a8 re del nero · b8 torre del nero · h8 torre del nero · a7 pedone del nero · e4 donna del nero · b2 torre del bianco · f2 donna del bianco · a1 re del bianco · b1 torre del bianco | a8 re del nero · b8 torre del nero · h8 torre del nero · a7 pedone del nero · e4 donna del nero · b2 torre del bianco · f2 donna del bianco · a1 re del bianco · b1 torre del bianco | a8 re del nero · b8 torre del nero · h8 torre del nero · a7 pedone del nero · e4 donna del nero · b2 torre del bianco · f2 donna del bianco · a1 re del bianco · b1 torre del bianco | a8 re del nero · b8 torre del nero · h8 torre del nero · a7 pedone del nero · e4 donna del nero · b2 torre del bianco · f2 donna del bianco · a1 re del bianco · b1 torre del bianco | 1 |
|   | a | b | c | d | e | f | g | h |   |

|   | a | b | c | d | e | f | g | h |   |
| 8 | e8 donna del nero · f8 torre del nero · g8 re del nero · g7 pedone del nero · f6 pedone del nero · g6 pedone del bianco · e2 pedone del bianco · d1 donna del bianco · f1 torre del bianco · h1 torre del bianco | e8 donna del nero · f8 torre del nero · g8 re del nero · g7 pedone del nero · f6 pedone del nero · g6 pedone del bianco · e2 pedone del bianco · d1 donna del bianco · f1 torre del bianco · h1 torre del bianco | e8 donna del nero · f8 torre del nero · g8 re del nero · g7 pedone del nero · f6 pedone del nero · g6 pedone del bianco · e2 pedone del bianco · d1 donna del bianco · f1 torre del bianco · h1 torre del bianco | e8 donna del nero · f8 torre del nero · g8 re del nero · g7 pedone del nero · f6 pedone del nero · g6 pedone del bianco · e2 pedone del bianco · d1 donna del bianco · f1 torre del bianco · h1 torre del bianco | e8 donna del nero · f8 torre del nero · g8 re del nero · g7 pedone del nero · f6 pedone del nero · g6 pedone del bianco · e2 pedone del bianco · d1 donna del bianco · f1 torre del bianco · h1 torre del bianco | e8 donna del nero · f8 torre del nero · g8 re del nero · g7 pedone del nero · f6 pedone del nero · g6 pedone del bianco · e2 pedone del bianco · d1 donna del bianco · f1 torre del bianco · h1 torre del bianco | e8 donna del nero · f8 torre del nero · g8 re del nero · g7 pedone del nero · f6 pedone del nero · g6 pedone del bianco · e2 pedone del bianco · d1 donna del bianco · f1 torre del bianco · h1 torre del bianco | e8 donna del nero · f8 torre del nero · g8 re del nero · g7 pedone del nero · f6 pedone del nero · g6 pedone del bianco · e2 pedone del bianco · d1 donna del bianco · f1 torre del bianco · h1 torre del bianco | 8 |
| 7 | e8 donna del nero · f8 torre del nero · g8 re del nero · g7 pedone del nero · f6 pedone del nero · g6 pedone del bianco · e2 pedone del bianco · d1 donna del bianco · f1 torre del bianco · h1 torre del bianco | e8 donna del nero · f8 torre del nero · g8 re del nero · g7 pedone del nero · f6 pedone del nero · g6 pedone del bianco · e2 pedone del bianco · d1 donna del bianco · f1 torre del bianco · h1 torre del bianco | e8 donna del nero · f8 torre del nero · g8 re del nero · g7 pedone del nero · f6 pedone del nero · g6 pedone del bianco · e2 pedone del bianco · d1 donna del bianco · f1 torre del bianco · h1 torre del bianco | e8 donna del nero · f8 torre del nero · g8 re del nero · g7 pedone del nero · f6 pedone del nero · g6 pedone del bianco · e2 pedone del bianco · d1 donna del bianco · f1 torre del bianco · h1 torre del bianco | e8 donna del nero · f8 torre del nero · g8 re del nero · g7 pedone del nero · f6 pedone del nero · g6 pedone del bianco · e2 pedone del bianco · d1 donna del bianco · f1 torre del bianco · h1 torre del bianco | e8 donna del nero · f8 torre del nero · g8 re del nero · g7 pedone del nero · f6 pedone del nero · g6 pedone del bianco · e2 pedone del bianco · d1 donna del bianco · f1 torre del bianco · h1 torre del bianco | e8 donna del nero · f8 torre del nero · g8 re del nero · g7 pedone del nero · f6 pedone del nero · g6 pedone del bianco · e2 pedone del bianco · d1 donna del bianco · f1 torre del bianco · h1 torre del bianco | e8 donna del nero · f8 torre del nero · g8 re del nero · g7 pedone del nero · f6 pedone del nero · g6 pedone del bianco · e2 pedone del bianco · d1 donna del bianco · f1 torre del bianco · h1 torre del bianco | 7 |
| 6 | e8 donna del nero · f8 torre del nero · g8 re del nero · g7 pedone del nero · f6 pedone del nero · g6 pedone del bianco · e2 pedone del bianco · d1 donna del bianco · f1 torre del bianco · h1 torre del bianco | e8 donna del nero · f8 torre del nero · g8 re del nero · g7 pedone del nero · f6 pedone del nero · g6 pedone del bianco · e2 pedone del bianco · d1 donna del bianco · f1 torre del bianco · h1 torre del bianco | e8 donna del nero · f8 torre del nero · g8 re del nero · g7 pedone del nero · f6 pedone del nero · g6 pedone del bianco · e2 pedone del bianco · d1 donna del bianco · f1 torre del bianco · h1 torre del bianco | e8 donna del nero · f8 torre del nero · g8 re del nero · g7 pedone del nero · f6 pedone del nero · g6 pedone del bianco · e2 pedone del bianco · d1 donna del bianco · f1 torre del bianco · h1 torre del bianco | e8 donna del nero · f8 torre del nero · g8 re del nero · g7 pedone del nero · f6 pedone del nero · g6 pedone del bianco · e2 pedone del bianco · d1 donna del bianco · f1 torre del bianco · h1 torre del bianco | e8 donna del nero · f8 torre del nero · g8 re del nero · g7 pedone del nero · f6 pedone del nero · g6 pedone del bianco · e2 pedone del bianco · d1 donna del bianco · f1 torre del bianco · h1 torre del bianco | e8 donna del nero · f8 torre del nero · g8 re del nero · g7 pedone del nero · f6 pedone del nero · g6 pedone del bianco · e2 pedone del bianco · d1 donna del bianco · f1 torre del bianco · h1 torre del bianco | e8 donna del nero · f8 torre del nero · g8 re del nero · g7 pedone del nero · f6 pedone del nero · g6 pedone del bianco · e2 pedone del bianco · d1 donna del bianco · f1 torre del bianco · h1 torre del bianco | 6 |
| 5 | e8 donna del nero · f8 torre del nero · g8 re del nero · g7 pedone del nero · f6 pedone del nero · g6 pedone del bianco · e2 pedone del bianco · d1 donna del bianco · f1 torre del bianco · h1 torre del bianco | e8 donna del nero · f8 torre del nero · g8 re del nero · g7 pedone del nero · f6 pedone del nero · g6 pedone del bianco · e2 pedone del bianco · d1 donna del bianco · f1 torre del bianco · h1 torre del bianco | e8 donna del nero · f8 torre del nero · g8 re del nero · g7 pedone del nero · f6 pedone del nero · g6 pedone del bianco · e2 pedone del bianco · d1 donna del bianco · f1 torre del bianco · h1 torre del bianco | e8 donna del nero · f8 torre del nero · g8 re del nero · g7 pedone del nero · f6 pedone del nero · g6 pedone del bianco · e2 pedone del bianco · d1 donna del bianco · f1 torre del bianco · h1 torre del bianco | e8 donna del nero · f8 torre del nero · g8 re del nero · g7 pedone del nero · f6 pedone del nero · g6 pedone del bianco · e2 pedone del bianco · d1 donna del bianco · f1 torre del bianco · h1 torre del bianco | e8 donna del nero · f8 torre del nero · g8 re del nero · g7 pedone del nero · f6 pedone del nero · g6 pedone del bianco · e2 pedone del bianco · d1 donna del bianco · f1 torre del bianco · h1 torre del bianco | e8 donna del nero · f8 torre del nero · g8 re del nero · g7 pedone del nero · f6 pedone del nero · g6 pedone del bianco · e2 pedone del bianco · d1 donna del bianco · f1 torre del bianco · h1 torre del bianco | e8 donna del nero · f8 torre del nero · g8 re del nero · g7 pedone del nero · f6 pedone del nero · g6 pedone del bianco · e2 pedone del bianco · d1 donna del bianco · f1 torre del bianco · h1 torre del bianco | 5 |
| 4 | e8 donna del nero · f8 torre del nero · g8 re del nero · g7 pedone del nero · f6 pedone del nero · g6 pedone del bianco · e2 pedone del bianco · d1 donna del bianco · f1 torre del bianco · h1 torre del bianco | e8 donna del nero · f8 torre del nero · g8 re del nero · g7 pedone del nero · f6 pedone del nero · g6 pedone del bianco · e2 pedone del bianco · d1 donna del bianco · f1 torre del bianco · h1 torre del bianco | e8 donna del nero · f8 torre del nero · g8 re del nero · g7 pedone del nero · f6 pedone del nero · g6 pedone del bianco · e2 pedone del bianco · d1 donna del bianco · f1 torre del bianco · h1 torre del bianco | e8 donna del nero · f8 torre del nero · g8 re del nero · g7 pedone del nero · f6 pedone del nero · g6 pedone del bianco · e2 pedone del bianco · d1 donna del bianco · f1 torre del bianco · h1 torre del bianco | e8 donna del nero · f8 torre del nero · g8 re del nero · g7 pedone del nero · f6 pedone del nero · g6 pedone del bianco · e2 pedone del bianco · d1 donna del bianco · f1 torre del bianco · h1 torre del bianco | e8 donna del nero · f8 torre del nero · g8 re del nero · g7 pedone del nero · f6 pedone del nero · g6 pedone del bianco · e2 pedone del bianco · d1 donna del bianco · f1 torre del bianco · h1 torre del bianco | e8 donna del nero · f8 torre del nero · g8 re del nero · g7 pedone del nero · f6 pedone del nero · g6 pedone del bianco · e2 pedone del bianco · d1 donna del bianco · f1 torre del bianco · h1 torre del bianco | e8 donna del nero · f8 torre del nero · g8 re del nero · g7 pedone del nero · f6 pedone del nero · g6 pedone del bianco · e2 pedone del bianco · d1 donna del bianco · f1 torre del bianco · h1 torre del bianco | 4 |
| 3 | e8 donna del nero · f8 torre del nero · g8 re del nero · g7 pedone del nero · f6 pedone del nero · g6 pedone del bianco · e2 pedone del bianco · d1 donna del bianco · f1 torre del bianco · h1 torre del bianco | e8 donna del nero · f8 torre del nero · g8 re del nero · g7 pedone del nero · f6 pedone del nero · g6 pedone del bianco · e2 pedone del bianco · d1 donna del bianco · f1 torre del bianco · h1 torre del bianco | e8 donna del nero · f8 torre del nero · g8 re del nero · g7 pedone del nero · f6 pedone del nero · g6 pedone del bianco · e2 pedone del bianco · d1 donna del bianco · f1 torre del bianco · h1 torre del bianco | e8 donna del nero · f8 torre del nero · g8 re del nero · g7 pedone del nero · f6 pedone del nero · g6 pedone del bianco · e2 pedone del bianco · d1 donna del bianco · f1 torre del bianco · h1 torre del bianco | e8 donna del nero · f8 torre del nero · g8 re del nero · g7 pedone del nero · f6 pedone del nero · g6 pedone del bianco · e2 pedone del bianco · d1 donna del bianco · f1 torre del bianco · h1 torre del bianco | e8 donna del nero · f8 torre del nero · g8 re del nero · g7 pedone del nero · f6 pedone del nero · g6 pedone del bianco · e2 pedone del bianco · d1 donna del bianco · f1 torre del bianco · h1 torre del bianco | e8 donna del nero · f8 torre del nero · g8 re del nero · g7 pedone del nero · f6 pedone del nero · g6 pedone del bianco · e2 pedone del bianco · d1 donna del bianco · f1 torre del bianco · h1 torre del bianco | e8 donna del nero · f8 torre del nero · g8 re del nero · g7 pedone del nero · f6 pedone del nero · g6 pedone del bianco · e2 pedone del bianco · d1 donna del bianco · f1 torre del bianco · h1 torre del bianco | 3 |
| 2 | e8 donna del nero · f8 torre del nero · g8 re del nero · g7 pedone del nero · f6 pedone del nero · g6 pedone del bianco · e2 pedone del bianco · d1 donna del bianco · f1 torre del bianco · h1 torre del bianco | e8 donna del nero · f8 torre del nero · g8 re del nero · g7 pedone del nero · f6 pedone del nero · g6 pedone del bianco · e2 pedone del bianco · d1 donna del bianco · f1 torre del bianco · h1 torre del bianco | e8 donna del nero · f8 torre del nero · g8 re del nero · g7 pedone del nero · f6 pedone del nero · g6 pedone del bianco · e2 pedone del bianco · d1 donna del bianco · f1 torre del bianco · h1 torre del bianco | e8 donna del nero · f8 torre del nero · g8 re del nero · g7 pedone del nero · f6 pedone del nero · g6 pedone del bianco · e2 pedone del bianco · d1 donna del bianco · f1 torre del bianco · h1 torre del bianco | e8 donna del nero · f8 torre del nero · g8 re del nero · g7 pedone del nero · f6 pedone del nero · g6 pedone del bianco · e2 pedone del bianco · d1 donna del bianco · f1 torre del bianco · h1 torre del bianco | e8 donna del nero · f8 torre del nero · g8 re del nero · g7 pedone del nero · f6 pedone del nero · g6 pedone del bianco · e2 pedone del bianco · d1 donna del bianco · f1 torre del bianco · h1 torre del bianco | e8 donna del nero · f8 torre del nero · g8 re del nero · g7 pedone del nero · f6 pedone del nero · g6 pedone del bianco · e2 pedone del bianco · d1 donna del bianco · f1 torre del bianco · h1 torre del bianco | e8 donna del nero · f8 torre del nero · g8 re del nero · g7 pedone del nero · f6 pedone del nero · g6 pedone del bianco · e2 pedone del bianco · d1 donna del bianco · f1 torre del bianco · h1 torre del bianco | 2 |
| 1 | e8 donna del nero · f8 torre del nero · g8 re del nero · g7 pedone del nero · f6 pedone del nero · g6 pedone del bianco · e2 pedone del bianco · d1 donna del bianco · f1 torre del bianco · h1 torre del bianco | e8 donna del nero · f8 torre del nero · g8 re del nero · g7 pedone del nero · f6 pedone del nero · g6 pedone del bianco · e2 pedone del bianco · d1 donna del bianco · f1 torre del bianco · h1 torre del bianco | e8 donna del nero · f8 torre del nero · g8 re del nero · g7 pedone del nero · f6 pedone del nero · g6 pedone del bianco · e2 pedone del bianco · d1 donna del bianco · f1 torre del bianco · h1 torre del bianco | e8 donna del nero · f8 torre del nero · g8 re del nero · g7 pedone del nero · f6 pedone del nero · g6 pedone del bianco · e2 pedone del bianco · d1 donna del bianco · f1 torre del bianco · h1 torre del bianco | e8 donna del nero · f8 torre del nero · g8 re del nero · g7 pedone del nero · f6 pedone del nero · g6 pedone del bianco · e2 pedone del bianco · d1 donna del bianco · f1 torre del bianco · h1 torre del bianco | e8 donna del nero · f8 torre del nero · g8 re del nero · g7 pedone del nero · f6 pedone del nero · g6 pedone del bianco · e2 pedone del bianco · d1 donna del bianco · f1 torre del bianco · h1 torre del bianco | e8 donna del nero · f8 torre del nero · g8 re del nero · g7 pedone del nero · f6 pedone del nero · g6 pedone del bianco · e2 pedone del bianco · d1 donna del bianco · f1 torre del bianco · h1 torre del bianco | e8 donna del nero · f8 torre del nero · g8 re del nero · g7 pedone del nero · f6 pedone del nero · g6 pedone del bianco · e2 pedone del bianco · d1 donna del bianco · f1 torre del bianco · h1 torre del bianco | 1 |
|   | a | b | c | d | e | f | g | h |   |

In passato non esistevano regole chiare per la trascrizione delle partite; le caselle della scacchiera inoltre non erano necessariamente bianche e nere a colori alternati. Damiano contribuisce a fare chiarezza introducendo una notazione (la trascrizione alfanumerica delle partite) basata sulla numerazione delle case da uno a sessantaquattro, e fissando la consuetudine di avere le case a colori alternati. Il suo è infatti il più antico testo di scacchi in cui si ritrovi l'affermazione che il quadrato a destra della fila più vicina ad ogni giocatore deve essere bianco.
Ancora, Damiano dà suggerimenti su come giocare alla cieca (Arte de giocare alla mente), focalizzandosi principalmente sulla necessità di acquistare padronanza della notazione.

### La teoria delle aperture
Analizzando la teoria delle aperture, le uniche mosse d'esordio plausibili secondo Damiano sono 1.e4 e 1.d4, con una predilezione per l'apertura di re. Damiano suggerisce che, dopo 1.e4 e5 2.Cf3, la risposta migliore è 2…Cc6, mentre non è consigliabile 2…d6 (ora chiamata difesa Philidor). Damiano condanna 2…f6 etichettandola come la peggior difesa contro 2.Cf3, ma per un'ingiusta ironia della storia a questa apertura è stato dato il suo nome (difesa Damiano).
Nella sua analisi poi il farmacista lusitano prende in considerazione il cosiddetto giuoco piano, ora evolutosi anche come partita italiana, la difesa russa e il gambetto di donna accettato.
La sua teoria delle aperture fungerà in seguito da base per le rielaborazioni successive, segnatamente quelle operate dall'altro grande teorico iberico del XVI secolo, monsignor Ruy López de Segura.

### Storia degli scacchi
Nel suo libro Damiano afferma che gli scacchi sono stati inventati in Persia da Serse, dal cui nome, "Xerxes", attraverso lo "Xaţrandj" persiano e l'arabo "Shaţranj", fa etimologicamente derivare il termine portoghese "Xadrez" e lo spagnolo "Ajedrez" (all'epoca scritto e pronunciato "Axedrez").